# William Massey
William Ferguson Massey (Limavady, 26 marzo 1856 – Wellington, 10 maggio 1925) è stato un politico neozelandese, fondatore del partito riformista e primo ministro della Nuova Zelanda dal 1912 al 1925.

## Biografia
Nato nel 1856 da una famiglia di agricoltori irlandesi, si trasferisce con la sua famiglia in Nuova Zelanda.
Nel 1893 si candida alle elezioni generali senza riuscire ad essere eletto ma l'anno dopo entra in Parlamento alle elezioni suppletive. Alle elezioni del 1896 viene eletto nel distretto elettorale di Franklin, di cui sarà rappresentante fino alla morte nel 1925.

## La carriera politica
Nel 1909 fonda il partito riformista che alle elezioni del 1911, pur ottenendo più voti del partito liberale non riesce ad aggiudicarsi la maggioranza assoluta e dunque i liberali riuscirono a formare un governo, guidato da Thomas MacKenzie sostenuto da parlamentari indipendenti.
Il governo MacKenzie non durerà neanche un anno e il 10 luglio 1912 Massey viene nominato primo ministro.
Allo scoppio della prima guerra mondiale Massey forma un governo di solidarietà nazionale con il leader dei liberale Joseph Ward che durerà fino al 1919. Massey parteciperà alla Conferenza di pace di Parigi in rappresentanza del suo Paese, all'epoca Dominion britannico.
Alle elezioni del 1922 Massey non riesce ad ottenere la maggioranza ed è costretto a fare affidamento sugli indipendenti per mantenere in piedi il proprio governo.
Nel 1924 una grave malattia lo costringe a ridurre al minimo la propria attività politica. Muore l'anno successivo.